# Paulo Henrique Filho
Paulo Henrique Souza de Oliveira Filho, mais conhecido como Paulo Henrique Filho (Rio de Janeiro, 19 de agosto de 1964 — Rio de Janeiro, 13 de fevereiro de 2017), foi um treinador e futebolista brasileiro, que atuou como atacante. O último clube que treinou foi o Atlético Itapemirim, de 2015 a 2017.
Paulo Henrique foi jogador da equipe FlaMaster do Flamengo e tinha uma Escolinha de Futebol.

## Como jogador
Paulo Henrique Filho iniciou nas categorias de base do Flamengo, em 1979. Atuou no profissional entre 1984 e 1985. Após sua passagem pelo Flamengo defendeu Olaria, America, Sporting de Braga, Penafiel, Puebla, Atlante e Inter de Lages, até ser contratado pelo Avaí em 1993. Paulo Henrique chegou na Ressacada após ser rebaixado para a segunda divisão estadual. Reforço para a Copa Santa Catarina, comandou o ataque azurra a lado de Décio Antônio. Sua estreia foi numa vitória avaiana contra o Sombrio, na Ressacada. Depois jogou no Muniz Freire, Al-Ahli da Arábia Saudita, e Linhares, quando encerrou a carreira como jogador em 1997.

## Como treinador
Após encerrar a carreira de jogador, Paulo Henrique, que era formado em Educação Física, passou a comandar as categorias de base do Flamengo. Em 2011, conquistou a Copa São Paulo de Juniores e a Taça Otávio Pinto Guimarães como técnico da equipe rubro-negra. Deixou o comando do time de juniores em junho de 2012, após dois anos e meio. Em seguida, passou a integrar a comissão técnica permanente da categoria profissional do clube. Em 2013, acertou com a Serra Macaense.

## Vida pessoal
Ele era filho de Paulo Henrique, um ex-lateral-esquerdo do Flamengo e da Seleção Brasileira (jogou a Copa do Mundo de 1966), que também jogou no Avaí, assim como seu tio.

## Morte
Paulo Henrique morreu em 13 de fevereiro de 2017, vítima de um Acidente Vascular Cerebral (AVC) isquêmico.

## Títulos

### Como jogador
Flamengo
- Taça Rio: 1985

### Como treinador
Flamengo
- Copa São Paulo de Juniores: 2011
- Torneio Octávio Pinto Guimarães: 2011